# Cratere Gloria
Gloria  è un cratere sulla superficie di Venere.